# Элла Минноу Пи
Элла Минноу Пи — роман американского прозаика и драматурга Марка Данна. Полное название версии в твёрдом переплёте — «Элла Минноу Пи: Прогрессирующе липограммический эпистолярный роман», а версии в мягкой обложке — «Элла Минноу Пи: Роман в письмах».

## Сюжет
Действие книги передаётся через письма, которые персонажи отправляют друг другу. Книга представляет собой прогрессирующую липограмму, то есть по мере развития сюжета всё больше букв алфавита исключаются из письма персонажей, одна за другой, и роман становится всё более фонетически или творчески сложным и требует больше усилий для толкования.
Действие романа происходит на выдуманном острове Ноллоп у берегов Южной Каролины, где жил Невин Ноллоп, предполагаемый создатель знаменитой панграммы «The quick brown fox jumps over the lazy dog» (в переводе, «Быстрая коричневая лиса прыгает через ленивую собаку»). Это предложение написано на памятнике своему создателю на острове, и правительство острова очень серьёзно относится к нему. По ходу действия романа плитки с буквами выпадают из надписи на памятнике, и правительство острова запрещает использование этой буквы в письменной или устной речи. За использование запрещённых букв предусмотрена система штрафов. Нарушителя ждёт публичное порицание за первое преступление, порка или кандалы (по выборы нарушителя) за второе преступление и изгнание с острова за третье. К концу романа большинство жителей острова были либо изгнаны, либо ушли сами.
Постепенно алфавит уменьшается, а правительство острова придаёт покойному Ноллопу божественный статус. Оно бескомпромиссно в исполнении «божественной воли» Ноллопа и предлагает только одну надежду островитянам: опровергнуть Ноллопа, найдя панграмму из 32 букв (в панграмме Ноллопа 35 букв). С этой целью был запущен проект «Enterprise 32», в котором участвовали многие из главных героев романа. Когда осталось лишь пять символов (L, M, N, O и P), необходимая фраза наконец была обнаружена Эллой в одном из ранних писем её отца: «Pack my box with five dozen liquor jugs» (в переводе, «Упакуйте мою коробку с пятью дюжинами кувшинов для ликёра»), которая состоит как раз из 32 букв. Правительство принимает это и восстанавливает право на все 26 букв.

## Главные персонажи

### Элла Минноу Пи
Элла — 18-летняя героиня романа. Её имя — игра слов, поскольку звучит как произношение букв «LMNOP», соответствующих содержанию романа. Она сильная и умная девушка, которая использует свою решимость и настойчивость, чтобы продержаться в условиях, которые установило на острове Ноллоп правительство. К концу романа она единственная из своей семье, остаётся на острове, и отвечает за Enterprise 32. В конце книги она перечитывает прощальное письмо своего отца, которое спасёт жителей Ноллопа от притеснения, которое они испытывают, и позволит семье Минноу Пи и другим жителям вернуться на остров.

### Гвенетта Минноу Пи
Гвенетта — мать Эллы и сестра Митти Пурси. Она очень сильная женщина, надеющаяся на свою дочь. Она вместе с остальными членами семьи изгнана в США после своего третьего преступления.

### Амос Минноу Пи
Амос — отец Эллы. Он всю свою жизнь делает кувшины для ликёра и другие керамические сосуды. Он лечится от алкоголизма. Безумие законов, запрещающих буквы, становится слишком сильно, и он снова начинает чрезмерно употреблять алкоголь. Он также совершает третье преступление и изгнан с острова. Его прощальное письмо Элле и жене содержит предложение, которое освобождает жителей Ноллопа от правил, ограничивающих письма.

### Митти Пурси
Митти — тётя Эллы. Она учитель в местной начальной школе и как никто другой понимает, насколько трудно подчиняться законам правительства. Она совершает своё первое преступление, объясняя своим ученикам, что 12 яиц — это дюжина (слово содержит запрещённую букву). Ограничение букв вводит её в депрессию. Она вместе со своей дочерью и Нейтом Уоррен отправляется в США, чтобы избежать смертного приговора своей дочери.

### Тасси Пурси
Тасси — двоюродная сестра Эллы и её лучшая подруга, всего на несколько месяцев её старше. Она влюбляется в Нейта Уоррена, писателя и учёного. Имеет сёрьезные проблемы с правительством из-за угроз за новые ограничения. Нейт возвращается на остров после его изгнания, чтобы спасти её от наказания. Её темперамент горяч, и она быстро понимает всю бедственность положения.

### Натаниэль Уоррен
Натаниэль Уоррен — исследователь, живущий в Джорджии. Прибывает в Ноллоп, когда узнаёт о правительственных решениях против запрещённых букв. Он готов представиться как «старый друг семьи» Пурси и использовать свои знания и ресурсы, чтобы помочь жителям Ноллопа найти решение проблемы. Он сообщает мистеру Литтлу, члену совета, что падение плиток является результатом разрушения клея. К сожалению, это сообщение не влияет на решения правительства. Позже он, уже как научный писатель, отправляется обратно в США. Влюблён в Тасси Пурси.

### Редирик Литтл
Мистер Литтл — церковный иерарх и член совета острова. Он, кажется, является самым разумным из членов правительства. Несмотря на то, что он не принимает научное толкование падения плиток, представленное Нейтом Уорреном, именно он предлагает идею, что ноллопцы должны создать 32-буквенную панграмму, чтобы освободиться от правил, касающихся запрещённых букв. Он не только предлагает найти такое предложение, но и сам ищет его.

### Невин Ноллоп
Невин Ноллоп — обожествлённый создатель фразы «The quick brown fox jumps over the lazy dog». Островное государство названо в его честь. Когда надпись на плите начинает падать с памятника, правительство острова считает, что это Ноллоп с того света требует, чтобы каждая упавшая буква была забыта обществом.

### Доктор Мангейм
Доктор Мангейм — профессор в местном университете. Он играет важную роль в попытке найти панграмму, которая соответствует требованиям, установленным правительством (также известным как Enterprise 32). Он и Том, его помощник, возглавляют поиск фразы. Ему удаётся создать предложение из 37 букв, но его поиски внезапно заканчиваются, когда он отказывается от изгнания, после чего застрелен представителями острова.

### Джорджен Тавгрейт
Джорджен Тавгейт — гражданка Ноллопа, которая строго следует законам, установленным правительством. Её взгляд на этот вопрос быстро меняется, когда её семья начинает напрямую зависеть от закона, когда её сына Тимми увольняют. Её отчаяние очевидно, и она начинает постепенно терять рассудок. К концу романа она решает разрисовать всё своё тело. Это приводит к отравлению свинцом от краски, вследствие чего она и умирает.

## Основные темы

### Тоталитаризм
Одной из основных тем книги является тоталитаризм, так как правительство пытается контролировать все аспекты общения между гражданами. Как только начинают появляться законы, жители Ноллопа боятся даже попытаться восстать против правительства, опасаясь суровых наказаний. Эта тема вышла на первый план в первом письме романа. Элла пишет Тасси, что «в конечном итоге наши оценки и мнения были рассчитаны (и продолжают рассчитываться) очень мало, и мы довели наши публичные спекуляции до минимума из страха перед правительственной репрессией». Элла сосредотачивается на этой теме, говоря «Мы медленно понимаем, что без языка, без культуры — а эти два понятия неразрывно связаны — на карту поставлено существование».

### Свобода слова
В романе также рассматривается важность свободы слова. Мало того, что гражданам Ноллопа не разрешено использовать определённые буквы, но им ещё и не разрешают говорить о том, насколько несправедливы новые законы. Если они интерпретируют эту конкретную ситуацию каким-либо другим способом, кроме совета, они будут наказаны. В письме правительства к гражданам оно пишет, что никакие альтернативные толкования не допускаются, так как они считаются ересью, а ересь будет наказана.

### Законопослушность граждан против свободы
Граждане Ноллопа разрываются между тем, чтобы быть законопослушными гражданами, следуя несправедливым законам, и тем, чтобы восстанием против правительства, борясь за свою свободу. Они понимают, что если они выскажутся за свободу слова, они будут наказаны. Многие решают, что жить на острове под этой тиранией не стоит, поэтому они восстают, чтобы быть изгнанными. Другие возмущаются, чтобы возбудить эмоции других граждан. Есть многие, кто просто следуют указаниям совета, но, после того как это затрагивают их личные интересы, решают, что необходимы изменения. У граждан есть два разных варианта: подчиниться правилам и жить жизнью рабов, или восстать за то, что по праву принадлежит им, и жить жизнью свободных людей.

## Фильм
В марте 2016 года «Gold Leaf Films» объявила о получении прав на фильм «Ella Minnow Pea». Сведений о реализации этого проекта нет.

## Отсылки к другим произведениям
По всей книге есть отсылки к Библии.
Отсылка есть в одном из писем Амоса к Элле. Он пишет о еде, которую они должны были есть в течение последних нескольких дней. Он говорит: «Хвалите Бога за изобилие хлебов и рыбы в эти трудные времена, просто оставьте нам хлеба и заберите всю их рыбу!» Это намёк на библейскую историю о том, как Иисус кормил пять тысяч человек.
Позже в книге, когда Ноллопа в правительстве считают богом, Нейт сравнивает Ноллопа с Баалом, богом, которому в Ветхом Завете поклонялись некоторые из жителей Ханаана.